# Harald Sæther
Harald Sæther (Oppdal, 9 maggio 1946 – Oppdal, 29 ottobre 2021) è stato un compositore norvegese.
Era membro della Norwegian Society of Composers e del New Music Composers Group (NMK), di cui è stato presidente dal 2009 al 2011.

## Biografia

### Formazione
Sæther iniziò la sua carriera negli anni sessanta come musicista autodidatta. I suoi strumenti erano essenzialmente la chitarra e il basso elettrico. Nel 1963, con altri tre musicisti fondò un gruppo rock and roll a Oppdal, Norvegia, The Spiritual Man Group. Il gruppo si sciolse nel 1966 e nel 1967 – con altri quattro musicisti - Saether formò la hard rock band Hapax Legomenon che si sciolse nell'estate del 1970.
Dal 1971 al 1974 studiò musica al Veitvet Music Conservatory di Oslo. Il suo strumento principale era il violino. Continuò gli studi al Trondheim Conservatory of Music di Trondheim, fino a diplomarsi come musicista e insegnante di musica nella primavera del 1977.

### Carriera
Nel 2001, in seguito a un grave incidente d'auto, fu costretto a interrompere l'attività di musicista e insegnante di musica, esercitata per 25 anni. Si iscrisse allora alla Grieg Academy di Bergen, dove ottenne il master degree (MA) in composizione nel 2008, avendo come supervisore Morten Eide Pedersen.
Le composizioni di Sæther sono state eseguite da Oslo Sinfonietta e Oslo Soloists Ensemble a Oslo, da FMKV (Military Brass Band Orchestra) e Grieg Academy Sinfonietta a Bergen, da Trondheim Sinfonietta a Trondheim, da Kristiansund Symphony a Kristiansund e da molti piccoli gruppi e ensemble a Oslo, Bergen, Stavanger e Kristiansund. Sue opere sono state eseguite nel 2008 all'ULTIMA Oslo Contemporary Music Festival, e in occasione del trentesimo anniversario del New Music Composers' Group; nel 2010, al Numusic Festival di Stavanger; nel 2011, al Borealis Festival di Bergen. 
Sæther è un compositore free-lance a tempo pieno, le cui opere sono depositate al MIC (Music Information Centre in Norway).

## Opere

### Orchestra
- Blomen på Dovrefjell (per soprano e orchestra), 1996, su testo di Ola Setrom; scritto in occasione del centesimo anniversario della nascita dell'autore.
- På Sygelejet (per soprano e orchestra), 1997/98, su testo di Henrik Wergeland.
- Når du vert gamal (per soprano e orchestra), 1997/98, su testo di Jacob Sande.
- Tableaux I, Images Cosmiques (per orchestra sinfonica), 2006; scritto per The Military Brass Band di Bergen FMKV; durata 3'45".

### Sinfonietta
- Tableaux II, Images l'Air (per sinfonietta), 2008; scritto per Oslo Sinfonietta, in occasione del trentesimo anniversario di NMK; durata 3'40".
- Resonance Magnetico di Scansione (per sinfonietta), 2010; scritto per Cikada e commissionato da NMK; durata 8'30".
- Palimpsest (per sinfonietta) 2011; scritto per il Borealis Festival di Bergen BIT20 e commissionato da NMK; durata ca. 4'00".

### Composizioni vocali
- 2000 song (per coro di bambini e rock band), 1999; su testo di Astrid Volden, scritto per la fine del millennio e commissionato da Oppdal Musikkråd.
- Bøn frå Jord (per coro misto), 2003/07; testo e melodia di Arne Hagen; durata 3'20".
- Reise i verk (per soprano e pianoforte), 2005/06, canzoni su testo di Margunn Hageberg; durata ca. 30'.
- Frie tanker(per soprano e chitarra classica), 2006; canzoni su poesie di Irene Paulsen; durata ca. 22'.
- Obstupescit venticinque (per baritono e fagotto), 200; cantata su parole di Nanni Cagnone, Italia, durata 16'40".
- A, in altre parole B (per tre quartetti vocali), 2010; su testo di Nanni Cagnone; scritto per Oslo Soloist Ensemble e commissionato da NMK; durata 11'40".

### Opere per solisti e piccole orchestre
- Brass Quintet, tre movimenti, 2005; durata 21'40".
- GuerreExtreme (per soprano, tromba, chitarra e pianoforte, 2006); canzoni su testi di Esther Tellermann, Francia; durata ca. 13'.
- Fanfaria (fanfara per quattro trombe); scritto per l'inaugurazione dell'Oppdal Culture House, 17 marzo 2007; durata ca. 3'30".
- Das Mädchen oder Der Tod (per soprano, basso, violino, mandolino e tuba), 2007; dal Lied Der Tod und Das Mädchen Franz Schubert; durata ca. 12'.
- Eight bats 2007, otto miniature per contrabbasso solo; strumentista Natalia Radzik; scritto per Polish Double Basiss; durata ca. 12'.
- Index vacuus (per bandoneón, soprano, percussioni e clarinetto basso); canzoni su testi di Nanni Cagnone, composte per il bandoneonista Kåre Simonsen; durata ca. 19'30";
- Waves (per bandoneón, percussioni e clarinetto basso), scritto per il bandoneonista Kåre Simonsen; durata ca. 15'.
- Pastorale (per marimba e nastro), 2008; scritto, in occasione dell'Ultima Festival di Oslo, per Wendy Greenberg (Australia) e commissionato da NMK; durata 8'15".
- Jimi Hendrix in memoriam (per viola e nastro), 2008; scritto per il violista serbo Rastko Popovic; durata 3'35".
- Tableaux III, Images l'Eau (per clavicembalo, chitarra elettrica e nastro), 2010; scritto, in occasione del NuMusic festival di Stavanger, per Jane Chapman e commissionato da NMK; durata 5'40".